# Schweiz i olympiska vinterspelen 1952
Schweiz deltog i olympiska vinterspelen 1952. Den schweiziska truppen bestod av 55 idrottare, 46 män och 9 kvinnor.

## Medaljer

### Brons
- Bob
  - Två-manna: Fritz Feierabend, Stephan Waser
  - Fyra-manna: Fritz Feierabend, Albert Madörin, André Filippini, Stephan Waser

## Trupp
- Alpin skidåkning
  - Edmée Abetel
  - Olivia Ausoni
  - Madeleine Berthod-Chamot
  - Franz Bumann
  - Silvia Glatthard
  - Fernand Grosjean
  - Bernhard Perren
  - Gottlieb Perren
  - Fredy Rubi Male
  - Ida Schöpfer
  - Georges Schneider
  - Idly Walpoth

- Backhoppning
  - Andreas Däscher
  - Hans Däscher
  - Jacques Perreten
  - Fritz Schneider

- Bob
  - Fritz Feierabend
  - Stephan Waser
  - André Filippini
  - Albert Madörin
  - Felix Endrich
  - Franz Kapus
  - Werner Spring
  - Fritz Stöckli

- Ishockey
  - Gian Bazzi
  - Hans Bänninger
  - François Blank
  - Bixio Celio
  - Walter Paul Dürst
  - Reto Delnon
  - Émile Golaz
  - Emil Handschin
  - Paul Hofer
  - Willy Pfister
  - Gebhard Poltera
  - Ulrich Poltera
  - Otto Schläpfer
  - Otto Schubiger
  - Alfred Streun
  - Hans-Martin Trepp
  - Paul Wyss

- Konståkning
  - Michel Grandjean
  - Silvia Grandjean
  - Yolande Jobin
  - François Pache
  - Susi Wirz

- Längdskidåkning
  - Otto Beyeler
  - Karl Bricker
  - Karl Hischier
  - Fritz Kocher
  - Alfred Kronig
  - Walter Lötscher
  - Alfred Roch
  - Josef Schnyder
  - Alfons Supersaxo (Deltog även i nordisk kombination)